# بيل مورو
بيل مورو (بالإنجليزية: Bill Morrow)‏ هو سياسي أسترالي، ولد في 22 أكتوبر 1888 في أستراليا، وتوفي في 12 يوليو 1980 في سيدني في أستراليا. حزبياً، نشط في حزب العمال الأسترالي. وقد انتخب عضو مجلس الشيوخ الأسترالي ‏ عن دائرة Tasmania ‏ (1 يوليو 1947 – 30 يونيو 1953).